# Cherished
Cherished — четырнадцатый студийный альбом американской певицы и актрисы Шер, выпущенный в сентябре 1977 на лейбле Warner Bros. Records. Пластинка, как и её предшественники, не имела успеха и не попала в чарты.

## Об альбоме
Cherisched был выпущен в 1977 году и стал последним её сольным альбомом со Снаффом Гарреттом и Warner Bros. Records. 1975, 1976, 1977 годы были очень неудачными для неё, даже несмотря на то, что её шоу имело огромный успех на ТВ. The Cher Show было в топ-10 самых успешных телешоу, однако, диск не получил должной промокампании. В результате, LP имел очень плохие продажи, не попал в чарты и был проигнорирован критиками и фанатами. Шер была недовольна этой работой. Она достаточно неохотно согласилась снова сотрудничать с Гарреттом. Позже в интервью он сказал, что она без удовольствия записывала эту пластинку, и выпустила её лишь из-за контрактных обязательств с Warner Bros. Records.
По стилю лонгплей напоминал её ранние хиты Dark Lady и Half-Breed. Cherished также стал для Шер первым альбомом без её имени на обложке.
Первым синглом стала песня «Pirate», которая заняла 93-е место в Billboard Hot 100. Композиция была записана ещё для её предыдущей работы I’d Rather Believe in You и даже была включена в некоторые её издания в качестве бонус-трека. «Pirate» добился небольшого успеха в хит-парадах, а второй сингл «War Paint and Soft Feathers» в чарты вообще не попал.
Альбом никогда не издавался на CD, и любые единичные компакт-диски Cherish не являются официальными. Шер обладает мастер-лентами и полными правами на эту запись, и Warner Bros. Records не имеют права переиздавать его.
13 августа 2021 года на официальном YouTube-канале певицы появилось сообщение, что с 20 августа песни альбома будут доступны к прослушиванию в отреставрированном и ремастированном виде.

## Список композиций
| №  | Название                                                     | Автор(ы)                                     | Длительность |
| -- | ------------------------------------------------------------ | -------------------------------------------- | ------------ |
| 1. | «Pirate»                                                     | Стив Дорфф, Ларри Гербстритт, Гэри Харью     | 3:07         |
| 2. | «He Was Beautiful»                                           | Глория Склеров, Гарри Ллойд                  | 2:53         |
| 3. | «War Paint and Soft Feathers»                                | Клоретта Кей Миллер, Сэнди Пинкард, Эл Кэппс | 3:01         |
| 4. | «Love the Devil Out of Ya»                                   | Джон Даррилл, Док Помус                      | 2:14         |
| 5. | «She Loves to Hear the Music» (кавер-версия песни Ашы Путли) | Питер Аллен, Кэрол Байер-Сейджер             | 3:09         |

| №  | Название            | Автор(ы)                      | Длительность |
| -- | ------------------- | ----------------------------- | ------------ |
| 1. | «L.A. Plane»        | Гэри Харью, Ларри Гербстритт  | 3:39         |
| 2. | «Again»             | Питер Аллен                   | 2:33         |
| 3. | «Dixie»             | Джон Даррилл, Сэнди Пинкард   | 2:28         |
| 4. | «Send the Man Over» | Клифф Кроффорд, Снафф Гарретт | 3:51         |
| 5. | «Thunderstorm»      | Джон Даррилл, Сэнди Пинкард   | 2:40         |

## Над альбомом работали
Список составлен в соответствии с информацией базы данных Discogs.
- Шер — вокал
- Снафф Гарретт[англ.] — музыкальный продюсер
- Ленни Робертс — аранжировщик
- Рэнди Томинага — помощник аранжировщика
- Таави Моте — помощник аранжировщика
- Харри Лэнгдон — фото